# Saint-Brice-Courcelles
Saint-Brice-Courcelles és un municipi francès, situat al departament del Marne i a la regió del Gran Est. L'any 2007 tenia 3.357 habitants.

## Demografia

### Població
El 2007 la població de fet de Saint-Brice-Courcelles era de 3.357 persones. Hi havia 1.294 famílies, de les quals 261 eren unipersonals (48 homes vivint sols i 213 dones vivint soles), 434 parelles sense fills, 505 parelles amb fills i 94 famílies monoparentals amb fills.
La població ha evolucionat segons el següent gràfic:
Habitants censats

### Habitatges
El 2007 hi havia 1.355 habitatges, 1.303 eren l'habitatge principal de la família, 13 eren segones residències i 39 estaven desocupats. 1.055 eren cases i 293 eren apartaments. Dels 1.303 habitatges principals, 695 estaven ocupats pels seus propietaris, 584 estaven llogats i ocupats pels llogaters i 24 estaven cedits a títol gratuït; 8 tenien una cambra, 51 en tenien dues, 173 en tenien tres, 276 en tenien quatre i 794 en tenien cinc o més. 1.128 habitatges disposaven pel capbaix d'una plaça de pàrquing. A 653 habitatges hi havia un automòbil i a 529 n'hi havia dos o més.

### Piràmide de població
La piràmide de població per edats i sexe el 2009 era:
| Homes | Edats   | Dones |
| ----- | ------- | ----- |
| 8     | 95 o +  | 0     |
| 8     | 90 a 94 | 4     |
| 4     | 85 a 89 | 0     |
| 12    | 80 a 84 | 16    |
| 28    | 75 a 79 | 68    |
| 44    | 70 a 74 | 56    |
| 72    | 65 a 69 | 52    |
| 84    | 60 a 64 | 100   |
| 72    | 55 a 59 | 84    |
| 192   | 50 a 54 | 164   |
| 164   | 45 a 49 | 184   |
| 144   | 40 a 44 | 168   |
| 84    | 35 a 39 | 124   |
| 80    | 30 a 34 | 120   |
| 112   | 25 a 29 | 60    |
| 176   | 20 a 24 | 104   |
| 148   | 15 a 19 | 140   |
| 128   | 10 a 14 | 128   |
| 140   | 5 a 9   | 128   |
| 84    | 0 a 4   | 52    |

## Economia
El 2007 la població en edat de treballar era de 2.293 persones, 1.629 eren actives i 664 eren inactives. De les 1.629 persones actives 1.488 estaven ocupades (787 homes i 701 dones) i 141 estaven aturades (65 homes i 76 dones). De les 664 persones inactives 194 estaven jubilades, 267 estaven estudiant i 203 estaven classificades com a «altres inactius».

### Ingressos
El 2009 a Saint-Brice-Courcelles hi havia 1.310 unitats fiscals que integraven 3.460,5 persones, la mediana anual d'ingressos fiscals per persona era de 19.823 €.

### Activitats econòmiques
Dels 256 establiments que hi havia el 2007, 10 eren d'empreses extractives, 4 d'empreses alimentàries, 4 d'empreses de fabricació de material elèctric, 24 d'empreses de fabricació d'altres productes industrials, 43 d'empreses de construcció, 72 d'empreses de comerç i reparació d'automòbils, 15 d'empreses de transport, 8 d'empreses d'hostatgeria i restauració, 3 d'empreses d'informació i comunicació, 11 d'empreses financeres, 6 d'empreses immobiliàries, 29 d'empreses de serveis, 17 d'entitats de l'administració pública i 10 d'empreses classificades com a «altres activitats de serveis».
Dels 60 establiments de servei als particulars que hi havia el 2009, 1 era una oficina de correu, 1 una oficina bancària, 9 tallers de reparació d'automòbils i de material agrícola, 2 tallers d'inspecció tècnica de vehicles, 1 autoescola, 7 paletes, 5 guixaires pintors, 6 fusteries, 9 lampisteries, 2 electricistes, 3 empreses de construcció, 4 perruqueries, 1 agència de treball temporal, 5 restaurants, 1 agència immobiliària, 1 tintoreria i 2 salons de bellesa.
Dels 24 establiments comercials que hi havia el 2009, 2 eren hipermercats, 1 un hipermercat, 1 un supermercat, 2 botiges de menys de 120 m², 3 fleques, 2 carnisseries, 2 llibreries, 3 botigues de roba, 1 una botiga de roba, 1 una botiga d'electrodomèstics, 2 botigues de material esportiu, 1 un drogueria, 1 una perfumeria i 2 floristeries.
L'any 2000 a Saint-Brice-Courcelles hi havia 4 explotacions agrícoles que ocupaven un total de 12 hectàrees.

## Equipaments sanitaris i escolars
Els 2 equipaments sanitaris que hi havia el 2009 eren farmàcies.
El 2009 hi havia 1 escola maternal i 1 escola elemental.

## Poblacions més properes
El següent diagrama mostra les poblacions més properes.